# Бело поле (област Благоевград)
Вижте пояснителната страница за други значения на Бело поле.
Бѐло полѐ (изписване до 1945 година: Бѣло поле) е село в Югозападна България. То се намира в община Благоевград, област Благоевград, на около 4,5 км северозападно от областния и общински център град Благоевград.

## География
Село Бело поле се намира в западното подножие на Рила. Разположено е на левия бряг на река Струма. Релефът е хълмист като постепенно преминава в равнинен. Климатът е преходен. Почвите, растенията и животните са характерните за тази част на България. Край Бело поле минават главен път Е 79 и железопътната линия София – Кулата. Има и гара. Заради близостта си до Благоевград и до важните транспортни връзки селото е включено в редовните автобусни линии за обществен превоз на пътници на града. Най-близко разположеното селище е село Рилци.

## История
Предполага се, че селото е наследник на древноримско селище. Правени са археологически разкопки и са открити монети от времето на Римската република. Според една легенда първите заселници (а според друга версия на легендата – пътуващи търговци) открили на това място поляни, осеяни с бели цветя. Оттам произлиза сегашното му име Бело поле.
В 1891 година Георги Стрезов пише за селото:
| „ | Бело поле, селце на С от Джумая до 1/2 час път. От Хисърлъка пада на Ю. Сградено на хълмисто място с плодородна почва. 72 къщи, българе. | “ |

При избухването на Балканската война двама души от Бело поле са доброволци в Македоно-одринското опълчение.

## Население
Към 1900 година според известната статистика на Васил Кънчов („Македония. Етнография и статистика“) населението на селото брои 84 души, всичките българи-християни.
Численост на населението според преброяванията през годините:
| \| Година на преброяване \| Численост \| \| --------------------- \| --------- \| \| 1934 \| 219 \| \| 1946 \| 190 \| \| 1956 \| 213 \| \| 1965 \| 388 \| \| 1975 \| 564 \| \| 1985 \| 570 \| \| 1992 \| 591 \| \| 2001 \| 603 \| \| 2011 \| 613 \| \| 2021 \| 561 \| |           |
| Година на преброяване | Численост |
| 1934 | 219       |
| 1946 | 190       |
| 1956 | 213       |
| 1965 | 388       |
| 1975 | 564       |
| 1985 | 570       |
| 1992 | 591       |
| 2001 | 603       |
| 2011 | 613       |
| 2021 | 561       |

### Етнически състав
Преброяване на населението през 2011 г.
Численост и дял на етническите групи според преброяването на населението през 2011 г.:
|                     | Численост | Дял (в %) |
| Общо                | 620       | 100.00    |
| Българи             | 607       | 99.02     |
| Турци               | 0         | 0.00      |
| Цигани              | 8         | 0.00      |
| Други               |           |           |
| Не се самоопределят |           |           |
| Неотговорили        | 5         | 0.81      |

## Културни и природни забележителности
В село Бело поле не са запазени културни забележителности. В известен смисъл такива са останките от старите къщи и старото училище на селото, които са по-далеч от сегашното му землище. Сред тях могат да се намерят късчета (по-рядко цели) старинни предмети. Културно „огнище“ е читалище „Изгрев“, което се намира в сградата на кметството.
Природни забележителности са скалните форми на хълмовете, между които се намира старото землище, а също и малките пясъчни островчета (почти унищожени) в река Струма.

## Кмет
Кмет на селото е Иван Стойчев от политическа партия ВМРО-БНД.

## Редовни събития
От 15 август (Успение на Пресвета Богородица) 2004 г. в селото на тази дата ежегодно се провежда събор заради черквата на селото (официално действаща от 12 септември 2010 г.), която носи същото име. Програмата включва литературни и музикални изпълнения. Прави се и курбан за здраве.

## Личности
Село Бело поле не е родно място на личности с национална известност, но може „да се похвали“ с образовани млади хора, които успешно се реализират в Благоевград и другаде из страната.

## Други

### „Брегът на нашата река – място за отдих“
Белополският бряг на река Струма впечатлява приятно от 2001 г., когато учениците от основно училище „Васил Левски“ (вече не функционира) в селото щателно го почистиха и поставиха къщички за птици по новозасадените тополи. Това стана благодарение на проекта „Брегът на нашата река – място за отдих“, с който училището спечели конкурс на община Благоевград. Средствата бяха използвани за подобряване на екологичната обстановка на брега на реката и на материално-техническата база на училището.

### Кухня
Кухнята на село Бело поле не се различава особено от традиционната българска селска кухня, характерна за югозападния край на страната. По-популярни ястия са така наречената пърженица (изпържена смес от извара, яйца и нарязани пиперки), баницата с праз лук и извара, баницата с праз лук или с кромид лук, наречена зелник. През лятото се предпочитат по-леки храни като таратор, айрян, който по тези места се нарича мътеница и споменатите по-горе ястия. През зимата месната храна е по-застъпена – изпържени парчета свинско месо, наречени пръжки, пържени дробчета и печени ребърца. На Гергьовден и за по-специални случаи се пекат агнета или козлета.